# Южный Переходный Совет
Южный Переходный Совет — сепаратистский орган власти Йеменской республики, созданный  в 2017 году Южным движением во время гражданской войны в Йемене.
Созданный 4 апреля 2017 года совет состоит из 26 членов во главе с Айдарусом аз-Зубейди (президент), а также Хани Бин Брейка (вице-президент). ЮПС управляет большей частью территории в южном Йемене. Некоторые из членов ЮПС были губернаторами провинций Дали, Шабва, Хадрамаут, Лахдж, Сокотра и Эль-Махра.
Некоторое время ЮПС и признанное правительство Йемена выступали союзниками в борьбе с шиитским движением хуситов «Ансар Аллах», которая обострилась в 2015 году с введением в Йемен сил аравийской коалиции во главе с Саудовской Аравией. Важным различием между ЮПС и правительством Абд Раббо Мансура Хади на протяжении военного конфликта оставалось то, что центральные власти были опорой саудовского руководства, в то время как ЮПС – опорой ОАЭ, другого важного участника коалиции. 
Однако, позже между ЮПС и йеменским правительством возник конфликт и в 2019 г. представители ОАЭ захватили Аден и Сокотру, попытавшись лишить Хади позиций на юге. Это дало повод говорить не только о развале антихуситской коалиции, но даже о столкновении интересов ОАЭ и Саудовской Аравии. 
Саудиты инициировали переговоры между ними, это привело к подписанию мирного соглашения в Эр-Рияде в ноябре 2019 г.

## История

Южный парламент

В конце апреля 2017 года губернатор провинции Аден Айдарус аль-Зубаиди был уволен беглым президентом Хади за нелояльность и за поддержку Южного движения. 3 мая в Адене были проведены крупные митинги в знак протеста против решения Хади. ЮПС был образован в мае 2017 года. Спустя день Хади назвал совет нелегитимным.
Начиная с 28 января 2018 года сепаратисты, лояльные к ЮПС, захватили контроль над зданием правительства Хади в Адене.
Президент ЮПС Айдарус аль-Зубаиди объявил о чрезвычайном положении в Адене и о начале процесса свержения власти Хади над Югом.
В ходе Битвы за Аден ЮПС взял контроль над городом в 2018 году.
26 апреля Южный переходный совет в одностороннем порядке объявил режим самоуправления в южных районах Йемена (представители движения жаловались, что центральное правительство не выполняло обязательств, взятых при подписании мирного соглашения в ноябре 2019). Южный переходный совет сообщил о начале работы автономных органов власти на всех подконтрольных ему территориях, включая Аден; кроме того, речь шла о введении чрезвычайного положения. В правительстве Йемена во главе с президентом Хади назвали инициативу сепаратистского движения фактическим срывом мирных договоренностей, заявили, что режим самоуправления является возобновлением вооруженного мятежа и предупредили о катастрофических последствиях.
29 июля 2020 года сепаратисты Южного Йемена приняли условия Саудовской Аравии и отказались от самоуправления в Адене и других ранее захваченных регионах. Правительство Йемена и сепаратисты из Южного переходного совета согласились создать новое правительство.
В середине декабря 2020 года такое правительство во главе с премьер-министром Маином Абдельмаликом Саидом было сформировано, пять мест в нем получили представители Южного переходного совета. 26 декабря 2020 года оно принесло присягу президенту Абд Раббо Мансуру Хади.